# Елизаветинская женская гимназия

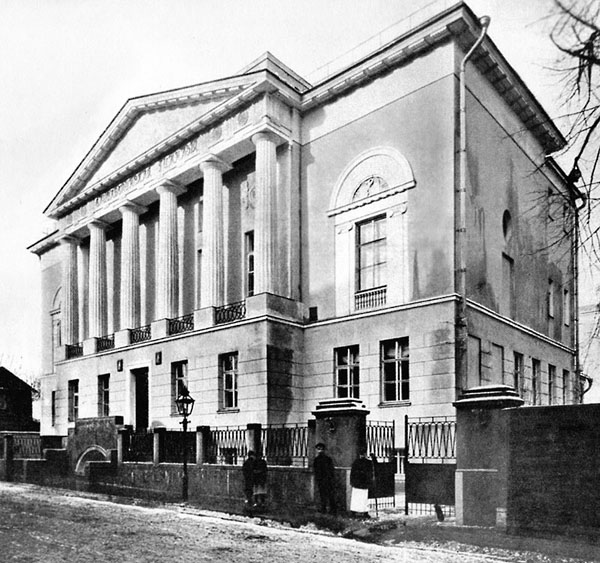
Гимназия в 1912 году

Елизаветинская женская гимназия — бывшая женская гимназия в Москве, основанная в 1880 году. В 1911—1912 годах для гимназии по проекту И. И. Рерберга было построено новое здание в неоклассическом стиле (Большой Казённый пер., д. 9). Сейчас в этом здании находится структурное подразделение ГБОУ Школа «Покровский квартал». Здание гимназии является объектом культурного наследия.

## История
После русско-турецкой войны 1877—1878 годов в России осталось много детей-сирот. В связи с этим в 1880 году была открыта женская гимназия для детей-сирот. Она располагалась в старинном доме по адресу Маросейка, 11. Гимназия была названа Елизаветинской — по имени её попечительницы великой княгини Елизаветы Фёдоровны. Число учениц постепенно увеличивалось, и к началу XX века возникла необходимость в строительстве нового здания. Для этого Общество поощрения трудолюбия взяло под проценты у различных организаций 350 тысяч рублей и приобрело земельный участок в Большом Казённом переулке/ В 1911 году проводился конкурс на лучший проект здания гимназии, в котором победил архитектор И. И. Рерберг. 14 сентября 1911 года состоялась торжественная закладка первого камня гимназии. 4 ноября 1912 году новое здание было освящено.
Во вновь открывшейся гимназии были учебные и жилые помещения, кухня, столовая, кладовые, бальный зал и домовая церковь Праведной Елизаветы. В пансионе при гимназии могли жить 70 воспитанниц. Среди выпускниц Елизаветинской гимназии была известная певица и актриса Милица Корьюс.
После революции гимназия была преобразована в школу 2-й ступени № 34 Бауманского района. В 1930 году она стала школой фабрично-заводского обучения № 30 Бауманского отдела народного образования. С 1936 года школа носила номер 330. В 2010 годах она вошла в состав школы № 2095 «Покровский квартал» (в настоящее время ГБОУ Школа «Покровский квартал») как структурное подразделение № 330 «Елизаветинская гимназия».